# ひこうき雲 (My Little Loverの曲)
『ひこうき雲』（ひこうきぐも）は、My Little Loverの24枚目のシングル。2011年10月12日にOORONG RECORDSからリリースされた。

## 解説
前作『blue sky』から2年2か月ぶり（コラボレーション・シングル『はなかっぱ×マイラバ カラフル』を含めると8か月）のシングル。
タイトル曲「ひこうき雲」は、2004年の「風と空のキリム」以来7年ぶりとなる小林武史が作詞・作曲・編曲の全てを行った楽曲で、タイアップとなるテレビドラマ『ラストマネー -愛の値段-』のために書き下ろされた。
初回生産盤には、2010年5月1日に渋谷C.C.Lemonホールで行われたライブの映像などが収録されたDVDが付属。

## 収録曲
1. ひこうき雲 (5:19)
  - 作詞/作曲/編曲：Takeshi Kobayashi
  - NHKドラマ10『ラストマネー -愛の値段-』主題歌。
2. リトル・プリンス (4:45)
  - 作詞/作曲：akko 編曲：Kiyoto Konda
  - 朝日放送「ガラスの地球を救えスペシャル」キャンペーンソング[2]。
  - akkoは「リトル・プリンス（星の王子さま）の物語が好きということもあって、“星の王子さまが今地球に来たらどう思うか”をイメージして制作しました」と話している[2]。
3. ひこうき雲 (Yumi Arai cover song) (4:06)
  - 作詞/作曲：Yumi Arai 編曲：Kiyoto Konda
  - 荒井由実が1973年に発表した同名曲のカバー。
4. ひこうき雲 (Instrumental) (5:19)
5. リトル・プリンス (Instrumental) (4:46)

DVD（初回生産盤のみ）
1. ひこうき雲 music clip
2. ひこうき雲 music clip メイキング

〈15th Anniversary tour.Best Akko! 〜2010.5.1 at 渋谷 C.C.Lemon ホール〜〉
1. Private eyes
2. STARDUST
3. Hello, Again 〜昔からある場所〜
4. dreamy success